# Konungsö

Konungsö är en by i Västermo socken, Eskilstuna kommun.
Konungsö är en klungby och ligger i kuperad stenig terräng, vägarna kantas delvis av stenhägnader. Byn har troligen forntida anor, ett litet järnåldersgravfält ligger intill bytomten och ytterligare två närmare byn Vi. Konungsö omtalas i skriftliga handlingar första gången 1340. Vid storskifte som förrättades i byn 1801 fanns fyra gårdar i byn, Sedan dess har ytterligare ett antal tillkommit. De flesta gårdarna härrör från 1800-talet och början av 1900-talet.